# Ebbe Munck
Hans Ebbe Munck (* 14. Januar 1905 in Frederiksberg; † 2. Mai 1974 in Kopenhagen) war ein konservativer dänischer Journalist und während des Zweiten Weltkrieges in Stockholm Kontaktmann des dänischen Widerstandes zum britischen Geheimdienst Special Operations Executive (SOE).
Munck studierte Politikwissenschaft. Als junger Mann nahm er an zahlreichen Grönlandexpeditionen teil und arbeitete für dänische Zeitungen als Auslandsjournalist in Berlin (1929 bis 1931), London (1931 bis 1935), Spanien (1936 während des Bürgerkriegs), der Tschechoslowakei (1939), Polen (1939) und Finnland (1940 im Winterkrieg).
Nach der Besetzung Dänemarks durch Deutschland am 9. April 1940 kehrte Munck in sein Heimatland zurück. Dort warb ihn ein dänischer Nachrichtenoffizier als Kontaktmann zu britischen Geheimdienstkreisen an. Zu diesem Zweck ging er im Oktober als Korrespondent von Berlingske Tidende nach Stockholm. Während der Deutschen Besatzung Dänemarks arbeitete er im neutralen Schweden für den dänischen Widerstand als Kontaktmann zum britischen SOE. Bis zur Etablierung geheimer Funkkontakte zwischen dem dänischen Widerstand und den britischen Diensten Ende 1941 war Munck die einzige Verbindung zwischen den Partnern. Vor allem gab es Mikrofilme weiter, die ihn mit zivilen dänischen Kurieren erreichten.
Ab 1943 war Munck zusätzlich Repräsentant des dänischen Freiheitsrates in Schweden. Er setzte sich 1943 intensiv für die Rettung der dänischen Juden durch Aufnahme in Schweden ein.
Von 1959 bis 1967 war er dänischer Botschafter in Thailand.

## Auszeichnungen
- Galatheamedaille
- Royal Medal in Silver
- Dannebrogorden
- 1960: Großes Bundesverdienstkreuz